# Xanthocampoplex chinensis
Xanthocampoplex chinensis är en stekelart som beskrevs av Gupta 1973. Xanthocampoplex chinensis ingår i släktet Xanthocampoplex och familjen brokparasitsteklar. Inga underarter finns listade i Catalogue of Life.